# أخطبوطيات الشكل
أخطبوطيات الشكل (الاسم العلمي: Octopodiformes) هي فوق رتبة من الرخويات تتبع تحت طائفة الغمديات من الرأسقدميات. تضم رُتبتين ما زالتا موجودتان إلى الآن. وهما الأخطبوطات وحبابير مصاصة الدماء. جميع أفرادها يملكون ثمانية أذرع.

## التصنيف
- رتبة الأخطبوطيات
  - عديمات الهدابات
    - الأخطبوطات
- رتبة حباريات مصاصة الدماء
- فصيلة السبيدجات الخشنة (منقرضة)